# Список умерших в 1291 году

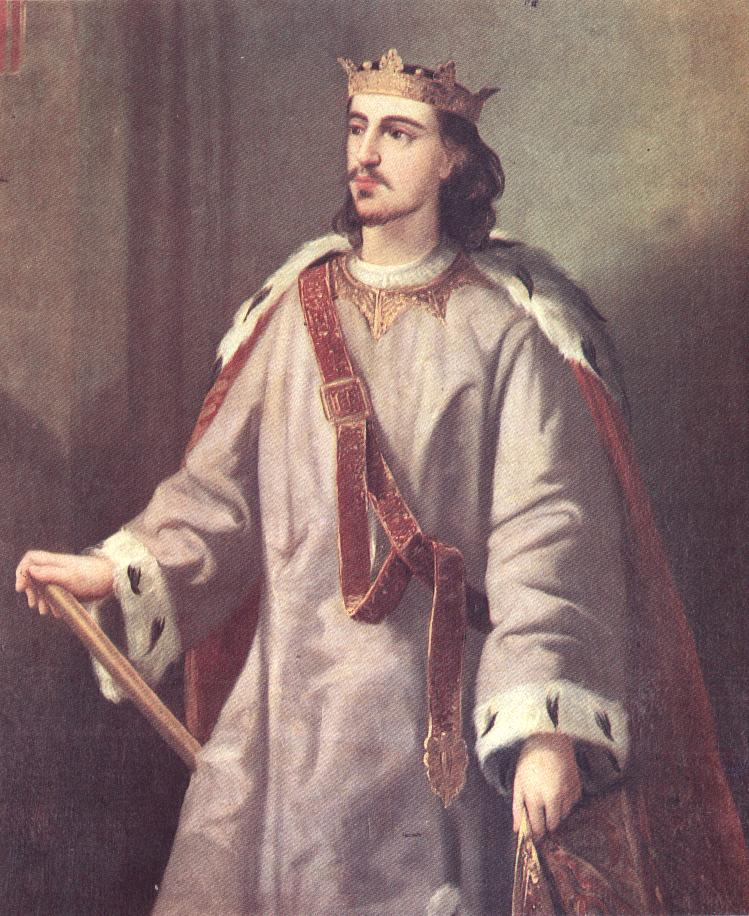
Альфонсо III

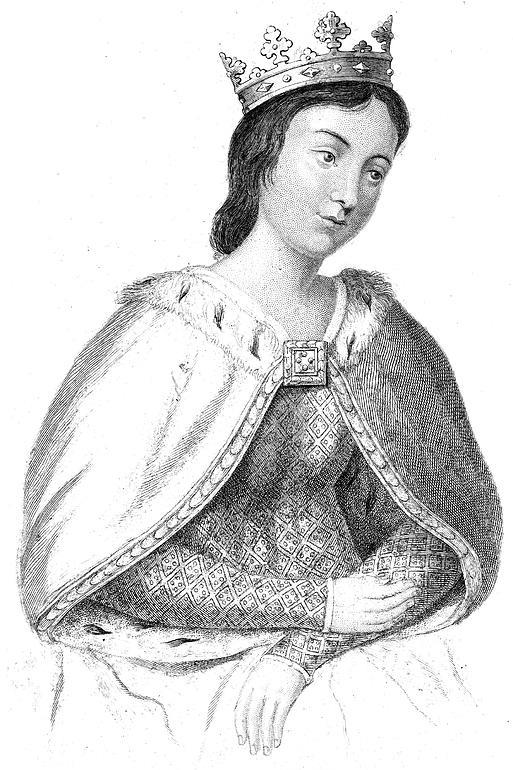
Элеонора Прованская

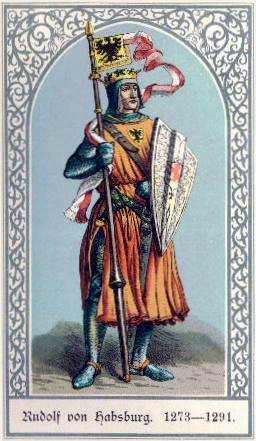
Рудольф I

В этой статье представлен список известных людей, умерших в 1291 году.
См. также: Категория:Умершие в 1291 году

## Январь
- 6 января — Уильям де Браоз, 1-й барон Браоз (1290—1291).
- 19 января или 29 января — Жанна де Шатильон — графиня Блуа, графиня Шатодёна, дама д’Авен, дама де Гиз (1279—1291), последняя графиня Шартра (1279—1286)

## Март
- 5 марта — Сад ад-Даула, визирь (1289—1291) при Аргун-хане, ильхане государства Хулагуидов, казнён.
- 10 марта — Аргун-хан — ильхан государства Хулагуидов (1284—1291)

## Май
- 11 мая — Томас Инголдсторпе[англ.] — епископ Рочестера (1283—1291)
- 18 мая:
  - Гильом де Божё — магистр ордена тамплиеров (1273—1291), погиб при осаде Акры;
  - Метью де Клермон[нем.] — маршал ордена госпитальеров, погиб при осаде Акры.
- 25 мая — Бенедикт[англ.] — епископ Линчёпинга, первый герцог Финляндский (1284—1291)

## Июнь
- 5 июня — Иоганн I[нем.] князь Ангальт-Бернбурга (1287—1291)
- 18 июня — Альфонсо III (25) — король Арагона и граф Барселоны (1285—1291).
- 25 июня — Элеонора Прованская — жена короля Англии Генриха III.

## Июль
- 15 июля:
  - Герман VII — маркграф Бадена (1288—1291);
  - Рудольф I (73) — граф Габсбург (1239—1291), король Германии (1273—1291), герцог Каринтии и Крайны (1276—1286), герцог Австрии и герцог Штирии (1278—1282), основатель Австрийской монархии Габсбургов.
- 23 июля — Бернар де Лангуссель[фр.] кардинал-епископ de Porto et Sainte-Rufine (1281—1291).

## Август
- 7 августа — Эсташ Ле Корделье[фр.] — епископ Кутанса (1282—1291)
- 16 августа — Фридрих Тута — маркграф Ландсберга (1285—1291), маркграф Лужиции и правитель Мейсена (1288—1291)

## Октябрь
- 8 октября — Генрих I[нем.] — первый сеньор Верле Гюстрова (1277—1291)
- 22 октября — Симон фон Шёнэк[нем.] — епископ Вормса (1283—1291)
- Петер Кинель[англ.] — епископ Эксетера (1280—1291)
- Тибо II — граф Бара (1239—1291)

## Ноябрь
- 25 ноября — Уильям де ла Корнер[англ.] — епископ Солсбери (1288—1291)

## Декабрь
- Леопольд I[нем.] — епископ Шекау (1283—1291)

## Дата неизвестна или требует уточнения
- Авраам Абулафия, еврейский мыслитель и каббалист из рода Абулафия.
- Алан Сан Эдмундский[англ.] — епископ Кейтнесса (1282—1291)
- Алауддин Сабир Кальяри[англ.] — южноазиатский суфийский святой, основатель одной из ветвей ордена Чиштия.
- Аль-Адиль Саламыш — мамлюкский султан Египта из династии Бахритов (1279).
- Альфонсо Кастильский (1286—1291)[исп.] — кастильский инфант.
- Берардо Берарди[итал.] — итальянский кардинал-епископ Палестрины (1288—1291).
- Бернар IV д’Астарак, граф Астарака (с 1249).
- Нил Куланах О’Нил, король Тир Эогайна (Тирона) (1261—1263, 1286—1290, 1291).
- Олег, князь рыльский и воргольский.
- Петрус Петри[англ.] — испанский архитектор, архитектор Толедского собора
- Саади — персидский и таджикский поэт-моралист, представитель практического, житейского суфизма.
- Тула-Буга — хан Золотой Орды (1287—1291), погиб в междоусобной борьбе.
- Туэ Чунг — один из наиболее значимых деятелей буддизма в средневековом Вьетнаме. Крупный наставник и поэт.
- Уильям Комин, шотландский аристократ, лорд Киркинтиллоха.
- Фернан Перес Понсе де Леон, леонский магнат из рода Понсе де Леон, сеньор де ла Пуэбла-де-Астурия, Кангас и Тинео, старший аделантадо на границе с Андалусией (1290—1291), старший королевский майордом (дворецкий) (1284).